# AUKUS
AUKUS（音译：奥库斯）是由澳洲（AU）、英国（UK）和美國（US）于2021年9月15日联合宣布成立的軍事外交安全合作伙伴关系。该联盟首要目标是由英、美兩國协助澳大利亚建造一支核動力潛艇舰队，该联盟也是构筑美国新印太战略联盟合作的一部分。

## 历史
2021年9月15日，美国总统乔·拜登、英国首相鲍里斯·约翰逊和澳大利亚总理斯科特·莫里森发布联合声明，宣告AUKUS的成立，并首倡提出预计于18个月内帮助澳大利亚构建一支核动力潜舰舰队。联合声明表示该联盟将致力于保护其人民并支持和平和基于规则的国际秩序，保护、捍卫三方在印太地区的共同利益，加强三方联合、情报共享、人工智能、量子技术等领域发展。澳大利亚将遵守高标准、高透明的核不扩散条约，并继续致力于履行对无核武器国家、国际原子能机构等的义务 。
AUKUS被視為是ANZUS的接替安排，但紐西蘭因禁止核子武器及核潛艦停靠而未參與。AUKUS的建立基于持久的双边和联盟，旨在让美英澳三国在与东盟、太平洋国家、五眼联盟合作伙伴、四方安全对话机制等志同道合的区域伙伴建立国际伙伴关系，并且随着战略环境的演变，该联盟在必要时会进一步升级。
外界多認為AUKUS聯盟的組成是為了对抗日益強勢的中國。
2022年4月5日，美国、英国和澳大利亚扩大AUKUS的合作范围，三國將合作开发高超音速武器。
2023年3月14日，美国、英国和澳大利亚三国领导人公布了合作细节，澳大利亚首先从美国获得至少三艘核动力潜艇。

### 创立争执
法国对澳美英3国共同创立AUKUS，而导致法国失去澳大利亚的潜艇契约表示愤怒和遗憾。外交部长让-伊夫·勒德里昂与国防部长弗洛朗斯·帕尔丽就澳大利亚宣布停止与法国合作价值约900亿澳元的未来潜艇计划，转而与美国开展核潜艇合作的决定表示遗憾。法國外交部从2021年9月17日至18日分别召回駐澳大利亚及駐美國大使表示抗议。后来法美澳3国领导人通话后，駐美大使菲利普·埃蒂安于9月29日返回华盛顿，法国驻澳大使戴博（前駐香港總領事）也在10月返回堪培拉。

## 技术共享

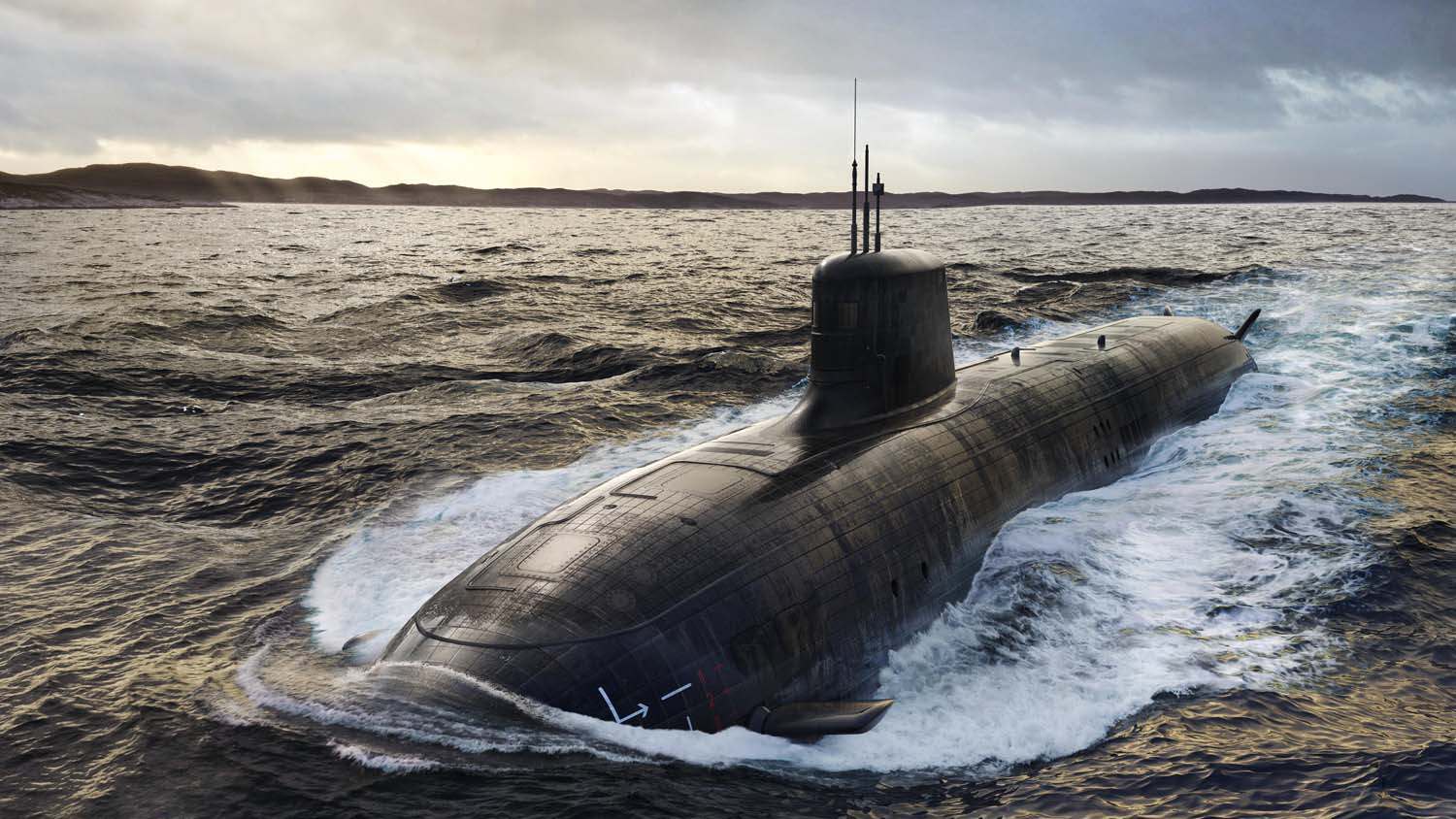
英國贝宜系统的SSN-AUKUS渲染圖

根据AUKUS达成的安全协议，美国与英国提供取代澳大利亚皇家海军柯林斯級潛艇舰队的军事技术，协议内容涵盖核动力潜艇和水下航行器等领域、远程攻击能力以及跟踪和躲避敌方的能力。AUKUS声明的技术重点也用于威慑网络战的网络安全服务、人工智能以及近年研发的量子计算机等技术。同时也寻求通过汇集资源和整合国防相关科学、工业和供应链，以抗衡来自中国的军事竞争。该协议侧重于军事方面，并独立于五眼联盟的框架之外，后者是包括纽西兰和加拿大在内的信息共享机制。

### 潜艦
该安全协议包括帮助澳大利亚拥有核动力潜艇的条款。美国对上一次与盟友分享核动力推进技术是在1958年与英国达成类似协议。然而，这项协议的成立取消了原本以部署法国海军苏弗朗级为基础的常规动力攻击级潜艇的计划。该计划是根据2016年澳大利亚与法国的海军集团共同合作，作为取代柯林斯级潜艇所达成的未来潜艇计划。根据该计划，澳大利亚将与法国海军集团制造12艘攻击级潜艇，以取代澳大利亚皇家海军6艘常规动力的柯林斯级潜艇。
此外，美国同意向澳大利亚供应作为核潜艇动力源的浓缩铀，但不会在澳大利亚生产。因为澳大利亚一直是核不扩散运动的领导者，这限制了该国拥有核技术。因此，澳大利亚有望成为继美国、俄罗斯、中国、英国、法国，以及印度之后的第七个拥有核动力潜艇的国家。但是，美国总统拜登和澳大利亞總理斯科特·莫里森在远程新闻发布会上强调，澳大利亚不会使用核武器来武装潜艇，这些潜艇将只会携带常规的潜射巡航导弹。澳大利亚是《核不扩散条约》的签署国，该条约禁止其获取或部署核武器。
另一方面，英国海军正发展新一代核动力猎杀潜舰（hunter-killer submarine），预计在2050年以前投入部署，替代原来的7艘、仍持续交付的机敏级核潜舰。美国也正在加紧建造弗吉尼亚级核潜艇和哥伦比亚级潜艇，这种携带核导弹的21000吨级潜艇对历届美国政府来说都是优先事项。澳大利亚的核动力潜艇舰队的建设预计需要大约20年的时间，不过在此期间，澳大利亚国防部长曾提到，澳大利亚可能会租赁英国或美国的攻击型核潜艇，用于临时使用或训练。美国海军部对此鼓励核动力潜艇的专用部件供应商应将潜艇的零部件或整个部分运到澳大利亚去组装。

### 远程打击能力
作为AUKUS安全协议的一部分，澳大利亚国防军將获得额外的远程打击能力。澳大利亚计划在10年内，为其武装部队装备在空中、陆地和海洋领域更大的远程打击能力，包括计划为澳洲皇家海軍装备战斧巡航导弹，为澳洲皇家空軍装备射程为900公里的联合空面防区外导弹（类似AGM-158联合空面导弹）和远程反舰导弹，为澳大利亞陸軍装备能够摧毁、压制和射程超过400公里的精确打击导弹和高超音速导弹。澳大利亚也加速创建一个10亿美元的主权制导武器企业促进技术工作，并帮助确保澳大利亚的主权防御能力。这些能力将通过AUKUS进行协商，以管理以及满足澳大利亚战略要求的其他能力。

### 计算机和网络技术
AUKUS的声明包括「增强联合能力和互操作性」的既定目标，这些将集中在网络能力、人工智能、量子技术和海底能力上。协议的目的是澳大利亚、英国和美国促进更深入的信息共享，以及与安全和国防有关的科学、技术、工业基地和供应链的进一步整合，并加强在先进和关键技术方面的合作。协议的目标也会深化与四方安全对话的伙伴关系，共同建立一个开放、可访问和安全的技术生态系统，以及寻找先进的方法来加强关键基础设施应对网络威胁的适应性。

## 国际反应
- 日本：日本外相茂木敏充2021年9月17日與澳洲外長马里斯·佩恩進行電話會談，歡迎澳洲與美國和英國建立新的安全框架AUKUS，並確認了協力去實現持續自由開放的印太區域的方針[35]。
- 中華民國：中華民國副總統賴清德歡迎AUKUS，認為這是對區域內民主政體、和平、繁榮的正面發展[36]。中華民國外交部發言人歐江安在例會上表示，臺灣未來將持續在《台灣關係法》及「六項保證」的基礎上，深化與美國緊密的伙伴關係，共同維護以規則為基礎的國際秩序，以及台海與印太地區的和平、穩定與繁榮[37]。
- 中华人民共和国：中華人民共和國外交部發言人趙立堅於2021年9月16日之例行記者會批評英美協助澳洲建立核潛艦一事，是違背國際防止核擴散精神，引發區域軍備競賽[21]。《环球时报》亦持此观点[38]。中国国防部表示反对和强烈谴责美英澳的核潜艇合作[39]，
- ：朝鲜民主主义人民共和国外务省报道局对外报道室长于2021年9月20日回答朝中社记者提问，称美国同英国和澳大利亚建立三方安保合作体，决定向澳大利亚移交核潜艇建造技术是“破坏亚太地区的战略平衡，引发连锁式核军备竞赛的很不好而十分危险的行径”[40]。
- 印度尼西亞：印尼表示憂慮其鄰國澳洲在宣佈跟英、美安全同盟以獲得核潛艦的計畫後，在此區域的軍備競賽。印尼外交部呼籲澳洲維持其對區域和平與穩定的承諾，並重申了印尼尊重國際法[41]。澳洲總理莫里森原訂與印尼總統見面也未果[42]。
- 马来西亚：马来西亚首相依斯邁沙比里在與澳大利亚總理斯科特·莫里森會談時发表文告，其擔心AUKUS可能引起其他強權在此區域，尤其是在南中國海，更加進犯性地行動；作为东盟国家之一，马来西亚坚持拥护东盟秉持和平、自由和中立区的原则；兩国領導人亦重申在印太區域確保安全的保證，也同意加强各方面的合作与磋商，包括在全面战略伙伴关系下的防务领域[43][44]。
- 新加坡：新加坡总理李显龙在澳大利亚总理莫里森介绍澳大利亚、英国和美国之间新建立的三边伙伴关系AUKUS后，新加坡与澳大利亚、英国和美国有着长期的双边和多边关系，期待AUKUS能对促进区域和平与稳定做出贡献，也能与区域的和平框架相辅相成[45]。
- 新西兰：新西兰总理杰辛达·阿德恩于2021年9月16日发表声明重申新西兰的立场，即不允许核潜艇进入其水域，同时还表示没有就该协议与AUKUS接触[46]。2021年10月，新西兰表示愿加入美英澳三边协议，但不参与核动力潜艇研发[47]。
- 东南亚国家联盟：某華人曼谷特約記者在其個人專欄中稱，印尼媒體透露，東協秘書處已就澳洲擬建核動力潛艇計畫聯絡所有東協成員國外交部長進行磋商，此後各國外交部將分別發表聯合聲明[48]。
- 菲律賓：菲律賓表態支持美英澳組成AUKUS，以及澳洲发展核动力潜艇表示支持，认为这将确保印太地区维持势力均衡。加強一個近鄰盟友的力量，讓其發揮能力，有助恢復和保持平衡，而不會破壞地區穩定[49]。
- 俄羅斯：俄羅斯副外長謝爾蓋里亞布科夫表示關切，稱“這是對國際核不擴散機制的巨大挑戰”。並且“我們還擔心……這種夥伴關係將使澳大利亞在經過 18 個月的磋商和數年的嘗試後，能夠獲得足夠數量的核動力潛艇，成為擁有此類武器的前五名國家之一。 ”[50]而外交部長拉夫羅夫則認為，AUKUS是美國撤離阿富汗後，歐盟尋求外交自主情況下的產物。[51]

## 參閱
- 五眼联盟
- 五国联防
- 四边安全对话
- 英語圈
- 英美协定
- 太平洋安全保障條約
- 自由开放的印度-太平洋

## 外部連結
- Text of the Joint Leaders Statement on AUKUS  （页面存档备份，存于）
- AUKUS Hansard debate （页面存档备份，存于）
- 中俄《美英澳核潜艇合作对核不扩散机制和全球安全的风险》联合研究报告（英文版） （存档）— 中国军控与裁军协会 （页面存档备份，存于）